# Laura Cadieux... la suite
Pour les articles homonymes, voir Cadieux.
Série
C't'à ton tour, Laura Cadieux
(1998)
Pour plus de détails, voir Fiche technique et Distribution.
Laura Cadieux... la suite  est un film québécois réalisé par Denise Filiatrault en 1999. Ce film est l'adaptation cinématographique de l'œuvre littéraire de l'auteur québécois Michel Tremblay.

## Synopsis
Suite du film C't'à ton tour, Laura Cadieux, l'action de Laura Cadieux... la suite commence avec l'anniversaire des 50 ans de Madame Laura Cadieux que ses amies ont invitée à un souper d'anniversaire. Comme cadeau, elle reçoit un billet pour une belle croisière sur le fleuve Saint-Laurent. Dans les jours qui suivent, les péripéties se bousculent et toutes les dames prennent la décision de s'acheter des billets afin de pouvoir profiter de la croisière entre amies.

## Fiche technique
- Réalisation : Denise Filiatrault
- Scénario : Denise Filiatrault, d'après les personnages de Michel Tremblay
- Production : Denise Robert
- Photographie : Daniel Jobin
- Musique : François Dompierre
- Montage : Yvann Thibodeau
- Costumes : Suzanne Harel
- Société de Distribution : Alliance Vivafilm
- Durée : 98 minutes
- Genre : Comédie
- Langue : Français québécois
- Date de sortie : 
  - Québec : 3 décembre 1999

## Distribution
- Ginette Reno : Laura Cadieux
- Pierrette Robitaille : Mme Therrien
- Denise Dubois : Mme Brouillette
- Danièle Lorain : Vovonne
- Samuel Landry : Le Petit
- Dominique Michel : la belle mère
- Adèle Reinhardt : Lucille Bolduc
- Mireille Thibault : Mme Gladu
- Jean-Guy Bouchard : Mr Cadieux
- Sonia Vachon : Mme Thibodeau
- Pauline Lapointe : Germaine Lauzon
- Martin Drainville : Albert
- Donald Pilon : Oscar Blanchette
- Jean Marchand : le Gynécologue
- Michel Dumont : Capitaine du Delphine
- Gregory Hlady : Capitaine du Cargo Russe
- Vitali Makarov : Sacha